# ケイダン・マーリー
ケイダン・マーリー (Cadan Murley、1999年7月31日)は、プレミアシップ・ラグビーのハーレクインズに所属している、イングランドのラグビーユニオン選手である。

## 経歴
2017年、ハーレクインズに入団。同年、U18イングランド代表として出場し、2試合でトライを挙げた。
2018年1月、アングロ・ウェルシュカップのスカーレッツ戦で、ハーレクインズ公式戦デビューを果たした。
2019年、U20イングランド代表としてシックス・ネイションズU20チャンピオンシップに出場。
2023年シックス・ネイションズ・チャンピオンシップに向けて、イングランド代表候補として招集されたが、出場できなかった。
2024年2月、イングランドA代表に選出され、ポルトガルと対戦。この試合でハットトリック（3トライ）を達成した。
2024年10月、エクセター・チーフス戦で、ハーレクインズのキャプテンを務めた。12月、ヨーロピアンラグビーチャンピオンズカップ2024-25シーズン開幕戦（ストーマーズ戦）でハットトリック（3トライ）を達成した。
2025年1月、2025年シックス・ネイションズ・チャンピオンシップ開幕戦（アイルランド戦）で、イングランド代表としてデビューを果たし、開始8分で代表初トライを挙げた。